# Damián Szifron
Damián Szifron (Ramos Mejía, 9 de julho de 1975) é um cineasta argentino. Foi indicado ao Oscar de melhor filme estrangeiro na edição de 2015 pela realização da obra Relatos salvajes.

## Filmografia
- El tren (1992)
- Río de culpas (1993)
- Oídos sordos (1995)
- Kan, el trueno (1997)
- Punto muerto (1998)
- Los últimos días (1999)
- El fondo del mar (2003)
- Tiempo de valientes (2005)
- Relatos salvajes (2014)

## Prêmios e indicações
- Nomeada Argentina: Oscar de melhor filme estrangeiro - Relatos salvajes (2014)